# El retrat (Weinberg)
El retrat (en rus: Портрет, Portret) és una òpera en vuit escenes composta per Mieczysław Weinberg amb llibret d'Aleksandr Medvédev, basat en el conte El retrat de Nikolai Gógol.
Un artista sense diners, Txàrtkov, troba una pintura màgica que li planteja un dilema: lluitar per obrir-se camí al món basant-se en els seus propis talents o acceptar l'ajuda de la pintura màgica per garantir riquesa i fama. Tria fer-se ric i famós, però aviat s'adona que ha pres la decisió equivocada en aquesta sàtira sobre la integritat artística i el mercat de l'art.
L'òpera va ser composta el 1980 i es va estrenar el 20 de maig de 1983 al Teatre Estatal Janáček de Brno. La primera representació de la versió reduïda va tenir lloc el 1992 a Moscou, interpretada per l'Òpera de Cambra de Moscou. Després d'anys d'obscuritat, El retrat va tenir una reestrena al Bregenzer Festspiele el juliol de 2010, en una producció de John Fulljames que també va aparèixer a Kaiserslautern el desembre d'aquell any. Les dues representacions van ser cantades en alemany. Una segona producció, de David Pountney, va ser representada per l'Opera North el febrer de 2011 en anglès (l'estrena britànica) i a Nancy per l'Opéra national de Lorraine l'abril de 2011, cantada en rus.

## Rols
- Txàrtkov, pintor (tenor)[5]
- Nikita, criat de Txàrtkov (baríton)
- Periodista (baríton)
- Lampaler (tenor)
- Professor de pintura de Txàrtkov (baríton)
- Propietari d'una botiga d'art / Dignatari (baix)
- Propietari / Comte (baríton)
- Cap de districte / General (baix)
- Dona de mercat / Dama d'honor (soprano)
- Primer comerciant / Primer cambrer / Turc (tenor)
- Segon mercader / Segon cambrer / Cavaller de la Guàrdia (tenor)
- Tercer comerciant (baix)
- Senyora distingida (mezzosoprano)
- Lisa, la seva filla (soprano)
- Noble (tenor)

Ballarins i papers muts: noia del quadre de Psique, vell del retrat de Petromikhali, gent al mercat, visitants al vernissatge